# جيجو تشيلميوريدانج يونغديونغوت
قالب:معلومات تراث لامادي
جيجو تشيلميوريدانج يونغديونغوت ((هانغل: 제주 칠머리당영등굿)) هو طقس شاماني يُقام في جزيرة جيجو، كوريا الجنوبية في بداية السنة الكورية الجديدة. يقوم أهل جيجو، خاصةً الذين في مناطق جويديوك، جومنيونج، وأيول، بتثبيت 12 عمودًا على شكل رؤوس حصان وأقمشة حريرية ملونة لتشجيع الإلهة يونجديونج هالمانج، التي يعتقدون بأنها زارت مكانهم في شامانية كورية. يُقود الطقس بواسطة رجل دوكون حتى الخامس عشر. في الليل، يُثبت فوانيس (يونديونج) على العمودين، لذلك يُسمى هذا الطقس أيضًا يونديونججي أو مهرجان الفوانيس. خلال النهار، يظهر الحصان المنحوت على العمود كحصان يركض، لذلك يُعرف الطقس أيضًا باسم ياكما بوي أو لعبة الحصان الراكض.
الآن، هذا الطقس نادر للغاية بسبب ندرة الشامان الذي يمارسه. يُحمى هذا الاحتفال كإحدى خصائص الثقافية غير المادية الهامة في كوريا. وعلاوة على ذلك، في عام 2009، تم تسجيل جيجو تشيلميوريدانج يونغديونغوت في قائمة اليونسكو للتراث الثقافي غير المادي.